# Already Gone
Already Gone is een nummer van de Amerikaanse poprockzangeres Kelly Clarkson. Het is geschreven door Clarkson in samenwerking met Ryan Tedder, die het nummer ook produceerde. Het nummer werd uitgebracht als de derde single van het vierde studioalbum All I Ever Wanted.
Over het nummer is veel te doen geweest. Clarkson beschuldigde Tedder voor het gebruiken van hetzelfde muziekarrangement bij Beyoncés Halo en ook was ze het hierdoor oneens met de beslissing van haar platenlabel om dit nummer op single uit te brengen.

## Release en productie
Already Gone is een van de vier nummers waarop Kelly Clarkson heeft samengewerkt met Tedder. Het nummer gaat over het einde van een relatie. Clarkson vertelt in het nummer tegen haar vriend dat zij geen betere vriend had kunnen wensen maar dat zij door haar tekortkomingen de relatie moet beëindigen om te voorkomen dat zij haar pijn kan doen in de toekomst. In het nummer, een powerballad, wordt gebruikgemaakt van de piano, drums, bas en snaarinstrumenten.
Al in mei van 2009 gingen de geruchten dat het nummer verkozen zou worden als de derde single van het album en dit werd bevestigd in juni door enkele foto's van Clarkson tijdens de opnames van de videoclip en het uitlekken van de singlecover. De release werd definitief bevestigd door de Britse BBC Radio 1 die een releasedatum op hun website plaatste. Promotie en radioairplay begonnen in mei in onder andere Australië, Nieuw-Zeeland en enkele Aziatische landen. Clarkson speelde op 13 juli het nummer ter promotie tijdens de Late Show with David Letterman.

## Problemen met label
Hoewel dit nummer eerder afgerond was, werd het tevens door Tedder geproduceerde Halo eerder op single uitgebracht. Er bestaan veel gelijkenissen tussen de twee nummers en hierom wilde Clarkson geen release van Already Gone, uit angst dat men haar zou beschuldigen van diefstal. Volgens Clarkson vocht zij uit alle macht tegen de bazen van RCA om de release te voorkomen. Het label zette de release echter door, tot grote onvrede bij de zangeres. Hierdoor werd een afspraak gemaakt dat Clarkson haar mening, die nog niet publiekelijk was gemaakt, niet mocht publiceren. Als gevolg zorgde RCA ervoor dat de videoclip niet werd opgenomen in de lijnen van regisseur Joseph Kahn, die grootse ideeën voor de clip had. Uiteindelijk reageerde Clarkson zich toch af op het internet en gaf de schuld aan de label. Kort daarna twitterde Kahn dat de videoclip niet volgens zijn concepten waren gegaan. Omdat Clarkson haar afspraak met de label heeft geschonden, leek het erop dat RCA zou stoppen met het promoten van het album en er geen verdere singles zouden komen. Een dag na dit bericht kwam RCA met een persbericht waarin stond dat dit onjuist was en dat de label nog steeds gelukkig was met Clarkson.
Ter promotie speelt Clarkson het nummer nu niet in de originele versie, maar in een aangepaste en ingekorte akoestische versie.

## Videoclip
De opnames voor de videoclip begonnen op 20 juni met Joseph Kahn als regisseur. Kahn regisseerde al eerder de videoclips voor Clarkson. Behind These Hazel Eyes, Walk Away en Never Again kwamen ook van zijn hand. De videoclip vindt plaats in een appartement en een opnamestudio in Toronto, Canada. In verschillende kleding zingt zij terwijl om haar heen de instrumenten uit zichzelf spelen.

## Commerciële ontvangst
Vanwege hoge digitale verkopen debuteerde het nummer in de week van de release van het album op de 70e plek in zowel de Amerikaanse Billboard Hot 100 en de Canadese Hot 100. Door radioairplay noteerde het nummer de 36e positie in Australië, zonder enige digitale of fysieke release.
In Nederland is het nummer nooit erg populair geworden. In de Top 100 bereikte het de 78e plaats en het heeft de Top 40 nooit gehaald. De hoogste positie in de Tipparade was nummer 8.